# Història de l'humor
Una història de l'humor hauria de presentar els aspectes més importants del tema recollint dades de diversos estudis publicats. Els treballs indicats poden ser generals o particulars. En aquest darrer cas, dedicats a un gènere, un autor, una època o una cultura determinada.
Pel que fa a l'objecte directe de l'article, l'humor en la seva definició més general (relacionada amb els punts de vista còmics o divertits), cal tenir-ne en compte les diverses variants possibles: humor blanc, humor negre, humor procaç, humor escatològic, humor absurd, humor surrealista, etc. També són importants altres tòpics que poden estar relacionats amb l'humorisme: sàtira, paròdia, ironia, sarcasme, simpatia, alegria, comicitat, hilaritat, acudit, facècia, broma… i molts altres.

## Antigues civilitzacions
Segons alguns testimonis, hi ha exemples d'humor en texts sumeris i assiris.
També hi ha documents gràfics i escrits en la cultura de l'antic Egipte.

## Antiga Grècia
Una de les formes més conegudes d'humor és la comèdia grega. Cal tenir en compte també l'existència d'un llibre d'acudits d'aquell període (Philogelos) i les representacions gràfiques divertides que s'han conservat en la ceràmica pintada.
Aristòtil va tractar de la comèdia a la seva Poètica i feu nombroses referències a l'humor (humor refinat, aplicat amb moderació en moments escaients; humor groller, exagerat i expressat en ocasions inoportunes).

## Antiga Roma
De manera semblant als grecs, els romans conrearen la comèdia. Cal destacar-ne dos autors: Plaute i Terenci.
Un gènere satíric nou, l'epigrama, fou inventat i practicat per Marc Valeri Marcial. Alguns dels seus poemes són una mostra d'humor al més alt nivell.
L'única novel·la llatina conservada íntegrament, Les Metamorfosis de Luci Apuleu, presenta diverses anècdotes còmiques.
Un altre gènere d'invenció romana fou la sàtira, si més no en el nom "satura", en llatí.

## Època medieval
Les obres amb aspectes humorístics formen una part petita, però significativa, de la literatura medieval. Hi ha estudis diversos sobre aspectes concrets de l'humor en aquest període. Les obres (i els autors) més importants han estat comentades i citades pels especialistes: 
- Els contes de Canterbury, Geoffrey Chaucer
- Decameró, Giovanni Boccaccio
- Libro de buen amor, Arxipreste d'Hita
- Piers Plowman, William Langland[23][24]

### Humor oral
De l'humor oral de l'època considerada hi ha nombroses referències i pocs documents conservats. Alguns predicadors empraven figures i històries amenes (a vegades de tons prou apujats) en els seus sermons religiosos. La idea era, probablement, atraure l'atenció dels fidels divertint-los una mica entre els feixucs consells morals i teològics.
Una mena d'humor oral estable el produïen els bufons en les corts reials i castells nobiliaris. Es tractava d'una comicitat a dues bandes: el bufó exposava acudits o donava rèpliques enginyoses, però era la víctima fàcil de facècies i crítiques dels altres.
L'humor itinerant anava a càrrec de trobadors, goliards i còmics ambulants.

### Escultura
En l'escultura en pedra (capitells i gàrgoles) i obres de fusta tallada de l'arquitectura religiosa i civil hi ha exemples de representacions escatològiques i eròtiques que alguns relacionen amb l'humor.

### Manuscrits
En tota mena de manuscrits, incloent-hi les obres religioses (que eren les més nombroses) hi ha mostres d'humor gràfic o notes còmiques. Els dibuixos poden trobar-se en les caplletres, els motius de decoració o en els marges de pàgina. La denominació genèrica i plural de tot el que no forma part del text principal són les "marginalia". Els motius "humorístics" són sovint escatològics, representacions de monstres i bèsties fantàstiques, o pornogràfics.

### Anècdotes
Hi ha algunes notes biogràfiques de persones famoses que expliquen anècdotes humorístiques o frases ocurrents o enginyoses.
Exemples:
- L'astrolabi del marquès de Villena.[35]
- La carta a mossèn Gralla de la seva muller: "Mossèn Gralla, lo meu N no menja palla...".[36]

## Edat moderna
En aquesta època hi ha dos canvis íntimament relacionats: la difusió de la impremta a Europa i el Renaixement. Aquests canvis determinen una revolució en la producció d'obres humorístiques (o amb continguts parcialment humorístics) i en el consum i concepte social de l'humor. L'humor simple i barroer medieval es transforma en un humor més sofisticat i refinat. L'humor que acompanya, de forma evident o subtil, algunes obres considerades “serioses” en facilita la comprensió i les situa de manera més encertada en una escala de valors. Una obra “completament” seriosa podria dir-se que se situa en un nivell superior, intocable i inabastable.
L'humanista Giovanni Pontano, membre actiu de la cort d'Alfons el Magnànim de Nàpols -en la seva obra De Sermone- va definir l'home ideal d'aquella època: “vir doctus et facetus” (“home savi i divertit”).

### Humanistes i cortesans
- Baldassare Castiglione.[42]
- Lluís del Milà.[43]

## Època barroca
- Baltasar Gracián[44]

### Any 1600
- 1619-1655. Cyrano de Bergerac[45]
- 1622-1673. Molière
- 1672-1719. Joseph Addison[46]

### Any 1700
- 1706-1790. Benjamin Franklin
- 1707-1793. Carlo Goldoni
- 1721–1771. Tobias Smollett
  - The Adventures of Peregrine Pickle.[47]

## Edat contemporània

### Any 1800
- 1812-1870. Charles Dickens

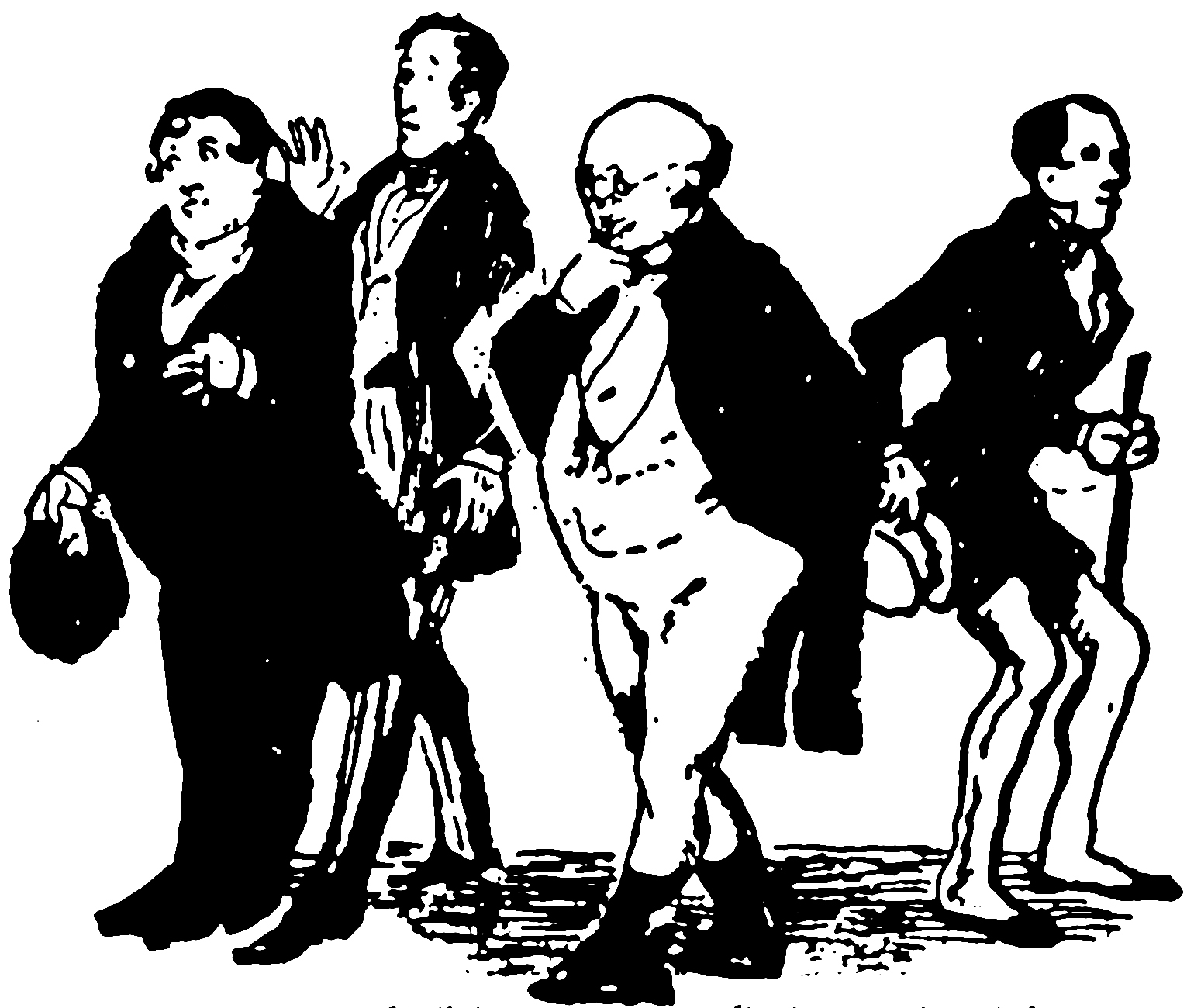
The Posthumous Papers of the Pickwick Club. Quatre personatges principals: Tracy Tupman, Nathaniel Winkle, Samuel Pickwick i Augustus Snodgrass

  - Els papers pòstums del Club Pickwick.[48][49]
- 1815-1888. Eugène Labiche
- 1835-1910. Mark Twain
- 1840-1847. Alphonse Daudet
  - Tartarin de Tarascon.[50]

- 1854-1900. Oscar Wilde
  -  The Importance of Being Earnest, A Trivial Comedy for Serious People
- 1859-1927. Jerome K. Jerome[51]
  - Three Men in a Boat.[52]
- 1866-1943. Carlos Arniches Barreda
  - La señorita de Trévelez.[53]
- 1874-1936. Chesterton
- 1879-1936. Pedro Muñoz Seca
  - La venganza de Don Mendo.
- 1880-1950. Josep Maria Folch i Torres
  - Les formidables aventures d'en Pere Fi.[54]
- 1881 - 1975. P. G. Wodehouse.[55]
- 1893-1971. Harold Lloyd.
- 1899- 1995. Noel Clarasó i Serrat.[56]

### Any 1900
- 1908-1968. Giovannino Guareschi[57]
  - Il destino si chiama Clotilde.[58][59]

- 1917-2000. Joan Capri

- 1918-1990. Manuel de Pedrolo
  - Domicili provisional

- 1928-2013. Tom Sharpe
- 1943.  Eduardo Mendoza
  - Sin noticias de Gurb.
- 1958. Helen Fielding[60]
  - El diari de Bridget Jones

### Humorisme teatral
L'escena dramàtica conté moltes obres còmiques universalment reconegudes. Algunes d'aquestes comèdies, principalment destinades a fer riure, mostren aspectes humorístics prou subtils. No sempre és fàcil seleccionar obres de teatre (comèdies o tragicomedies) que ofereixen matisos d'humor. Els autors seleccionats s'han llistat més amunt, entre els altres escriptors.

## Humorisme gràfic
- 1820-1914. John Tenniel

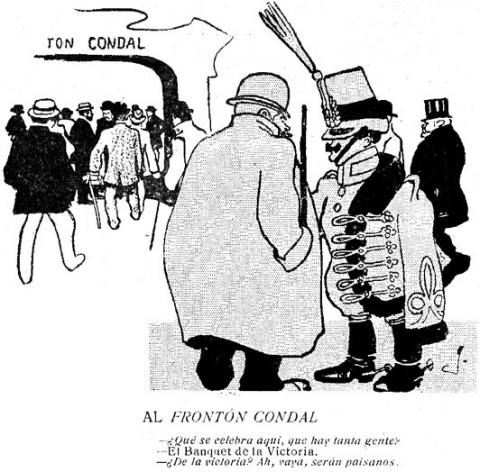
Acudit de Junceda que acabaria desencadenant els Fets del Cu-Cut!

- 1854-1936. Apel·les Mestres i Oñós
- 1881-1948. Junceda
- 1884-1954. Bud Fisher
- 1914-2012. Joaquim Muntañola i Puig
- 1936. Francisco Ibáñez Talavera
- 1941-1995. Jaume Perich i Escala

### Caricaturistes
- 1799–1846. Rodolphe Töpffer
- 1858-1909. Caran d'Ache
- 1900-1990.  Xavier Cugat
- 1909-1979. Manuel del Arco Álvarez

## Humorisme cinematogràfic

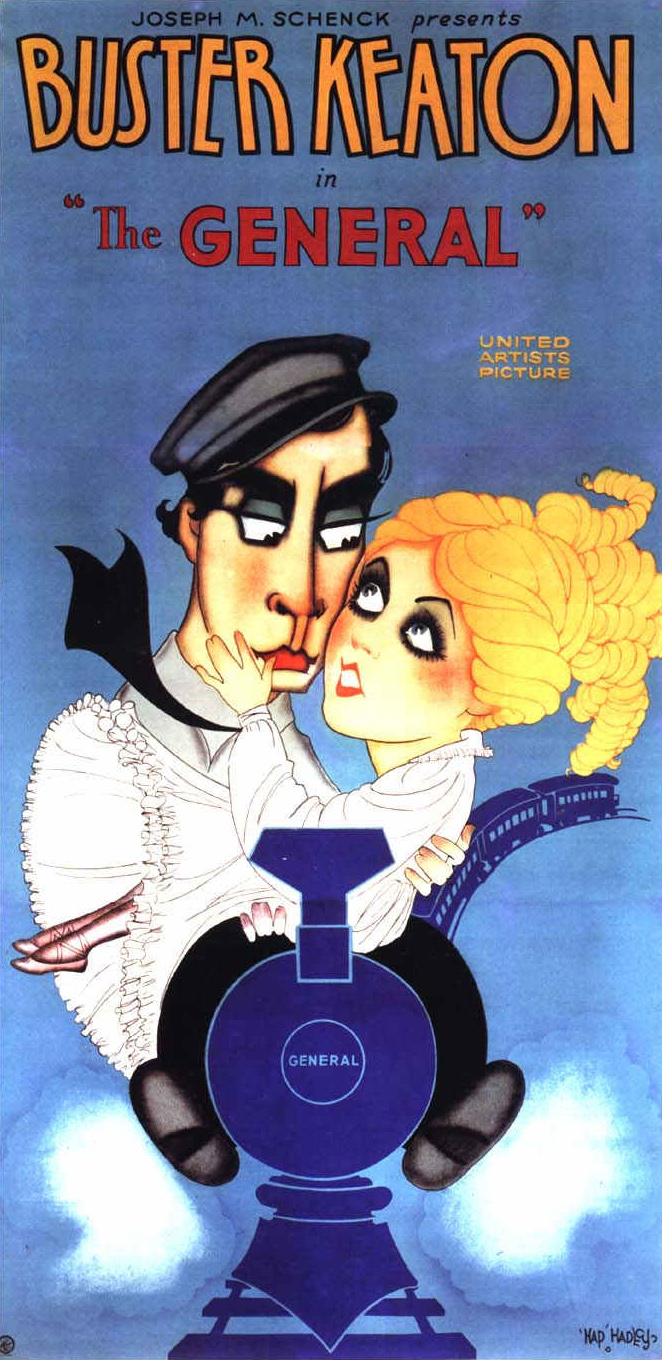
El maquinista de la General

Els films amb elements humorístics poden ser de diversos graus. Pel fet que les comèdies cinematogràfiques acostumen a ser el resultat de diverses persones (societat productora, productor, director, guionista, actors, redactor de diàlegs, maquillatge, efectes especials, etc.) treballant en equip, la llista d'humoristes cinematogràfics queda substituïda per una de pel·lícules ordenades per l'any de l'estrena. En cada cas, l'article pot recordar els responsables més importants (particularment el director i actors més importants) que haurien de consultar-se en l'article específic del film.
- 1923. Safety Last!
  - Harold Lloyd
- 1926. El maquinista de la General
  - Buster Keaton
- 1935. Una nit a l'òpera
  - Germans Marx
- 1942. To Be or Not to Be[61]
  - Ernst Lubitsch, director
- 1949. Passport to Pimlico[62]
  - Henry Cornelius, director
  - T. E. B. Clarke, guionista

- 1952. The Crimson Pirate[63]
  - Robert Siodmak, director
- 1955. El quintet de la mort
- 1958. I soliti ignoti
- 1965. Signore e signori
- 1965. Those Magnificent Men in Their Flying Machines
- 1965.  The Great Race
- 1966. Golfus de Roma
- 1971. Trafic de Jacques Tati[64]
- 1975.  Amici miei